# Ancylis apicella
Espèce
Ancylis apicella est une espèce d'insecte de l'ordre des lépidoptères (papillons), de la famille des Tortricidae.